# 萨贾德·甘杰扎德
萨贾德·甘杰扎德（波斯語：‎，1992年1月4日—），伊朗男子空手道运动员，2018年亚洲运动会男子84公斤以上级金牌得主、2020年夏季奥运会男子75公斤以上级金牌得主、2022年亚洲运动会男子84公斤以上级金牌得主。